# Tympanoptera
Tympanoptera is een geslacht van rechtvleugeligen uit de familie sabelsprinkhanen (Tettigoniidae). De wetenschappelijke naam van dit geslacht is voor het eerst geldig gepubliceerd in 1892 door Redtenbacher.

## Soorten
Het geslacht Tympanoptera omvat de volgende soorten:
- Tympanoptera angustipennis Brunner von Wattenwyl, 1895
- Tympanoptera angustissima Karny, 1924
- Tympanoptera annulata Karny, 1924
- Tympanoptera brevixipha Beier, 1954
- Tympanoptera buergersi Beier, 1954
- Tympanoptera grioleti Pictet & Saussure, 1892
- Tympanoptera laevis Beier, 1954
- Tympanoptera philippina Hebard, 1922
- Tympanoptera rhodei Beier, 1954
- Tympanoptera serrulata Beier, 1954
- Tympanoptera simplex Beier, 1954